# Stark (Lied)
Stark ist ein Lied der deutschen Popsängerin Sarah Connor aus dem Jahr 2021.

## Entstehung und Veröffentlichung
Die Interpretin Sarah Connor schrieb, komponierte und produzierte gemeinsam mit Tobias Kuhn das Lied. Die Erstveröffentlichung von Stark erfolgte am 13. August 2021 als Single bei Polydor. Am 31. Mai 2019 erschien es bereits als Teil von Connors neunten Studioalbum Herz Kraft Werke (Special Deluxe Edition).

## Inhalt
Im Lied geht es um Depression. Das lyrische Ich beschreibt, wie eine ihm nahestehende Person in seinen Tränen und seiner Dunkelheit versinkt und das Ich sie aus dieser Situation befreien will, es will stark für sein Gegenüber sein und redet ihm Mut zu, noch nicht aufzugeben.

## Musikvideo
Das dazugehörige Musikvideo entstand unter der Regie von Joern Heitmann. Es zeigt die Interpretin Sarah Connor singend und weinend mit einem schwarzen Pullover gekleidet auf einem braunen Polstersofa. Das Video verzeichnet aktuell auf der Videoplattform YouTube über 4,5 Millionen Aufrufe.

## Chartplatzierungen
| ChartsChartplatzierungen | Höchstplatzierung | Wochen |
| ------------------------ | ----------------- | ------ |
| Deutschland (GfK)        | 71 (1 Wo.)        | 1      |